# Вербер, Бернар
Берна́р Вербе́р (фр. Bernard Werber; род. 18 сентября 1961, Тулуза) — французский писатель, философ. Его произведения переведены на более чем 30 языков и изданы тиражом свыше 10 миллионов экземпляров по всему миру. Своим необыкновенным воображением он создал для нас уникальный мир, полный чудес и философских размышлений.

## Биография
Бернар Вербер родился 18 сентября 1961 года в Тулузе в еврейской семье. В 5 лет проявил особый интерес к рисованию. Его увлечение было замечено преподавателем, который даже предоставил ребёнку особые условия обучения — Бернар мог свободно заниматься рисованием в то время, как остальные учились.
В семилетнем возрасте Бернар написал своё первое произведение — рассказ на свободную тему «Приключения блохи». В нём от лица блохи рассказывалось о её путешествии по дебрям человеческого тела. В это же время будущий писатель не показывал особых успехов в школе, кроме уроков французской словесности. Особенно сложно ему было заучивать цифры, формулы и тексты наизусть. Проблема с запоминанием преследовала писателя и дальше, что впоследствии привело к созданию оригинального произведения — «Энциклопедии абсолютного и относительного знания», в которой научные сведения смешиваются с вымыслом, физика с метафизикой, математика с мистикой (см. Кениты).
В восемь лет он написал свой второй рассказ «Волшебный замок». Тайна одного замка, который пожирает посетителей. Юный писатель открыл для себя новый жанр и самостоятельно учился создавать захватывающий сюжет. В то же время, по настоянию матери, учился играть на пианино, впоследствии это не любимое им занятие вылилось в увлечение электрогитарой. Бернар продолжал писать, открывая для себя новые грани. Учёба в школе шла неважно. Вне школы изучал то, что его действительно интересовало: электроника, авиамодели из бальзы, цивилизация индейцев майя и обитатели острова Пасхи. Страстно увлёкся астрономией, в особенности, систематическим изучением солнечных пятен в Астрономическом центре Тулузы. Много читал, особенно занимал его «Таинственный остров» Жюля Верна.

## Писательская деятельность

### Творческие поиски
В лицейские годы присоединился к редакции лицейской газеты «Эйфория», писал сценарии для комиксов. Благодаря этому обнаружил для себя новые литературные «жанры»: американскую научную фантастику 1960-х годов и фантастику-барокко предыдущего века. Открыл для себя Лавкрафта (цикл Ктулху), Азимова (цикл Основание), Ван Вогта (цикл мира А), Хаксли (Лучший из миров), потом Бориса Виана.
В 1978 году, окончив лицей, стал писать книгу «Муравьи». Идеей было продолжить семистраничный сценарий для комикса, который был создан на пару с коллегой по редакции Фабрицием Кожэ. Оценив возможности сюжета, писатель задумал создать настоящий роман. С этого момента Вербер назначил сам себе дисциплинарный режим: по 4 часа работы каждое утро (с 8:00 до 12:00), что бы ни случилось, даже во время каникул. Установление режима работы было для писателя неплохой идеей, так как в это же время он поступил в Тулузский университет, где планировал изучать право. Учёба в университете изначально не сложилась, следствием чего стала первая заваленная сессия. Сам автор продолжал заниматься выпусками «Эйфории». Открыл для себя цикл «Дюн» Фрэнка Герберта (откровением стало осознание возможности построить роман на манер игры. «Дюны» строятся как набор гадальных карт «Таро»). Начал пытаться прорисовывать архитектуру своих романов. Это были геометрические схемы, заполненные цифрами и стрелочками.
В 1980 году Вербер посещал курсы при Институте криминологии Тулузы. Часто ходил на заседания окружного суда и суда присяжных Тулузы, чтобы найти там темы для своих детективных рассказов.
Во время учёбы на факультете права присоединился к театральной труппе (STAC в Тулузе), где вместе с группой занимался постановкой пьесы Хичкока (труппа эта так и не сумела поставить ни одного спектакля). В том же 1980 году совершил путешествие по США — от Нью-Йорка до Лос-Анджелеса. Путешествие оказалось более экстремальным, чем Вербер мог себе представить: в Нью-Йорке писателя и его попутчика ограбили карточные жулики, так что оба месяца путешествия им вдвоём пришлось жить на 2000 франков.
В 1982 году Бернар Вербер бросил право и переехал в Париж, чтобы заниматься там журналистикой в Высшей журналистской школе. В творчестве открыл для себя Филипа К. Дика, который сразу затмил все его прежние литературные эталоны: «Азимов продемонстрировал мне интеллект научной фантастики, Герберт — мистику, Дик же… сумасшествие. И этим сумасшествием он превзошёл их обоих. Дик не из научной фантастики, он из фантастики философской, которая взрывает голову». Единственный другой автор, впечатлявший Вербера в ту пору, был Флобер с его «Саламбо». Вербер считал, что эта книга поистине проработана и очень кинематографична. Вдохновлённый своими открытиями, Вербер продолжал трудиться по 4 часа каждым утром над рукописью «Муравьёв». К тому времени он уже 18 раз переписывал этот роман. В сентябре 1982 года у него на руках была версия «Муравьи-Р63» объёмом более 1000 страниц.
В 1983 году получил премию фонда News как лучший молодой репортёр за репортаж о некоем виде муравьёв, обитающем на Берегу Слоновой Кости.
Затем 7 лет без особого успеха работал в журнале Le Nouvel Observateur — писал статьи на научные и околонаучные темы: о космосе, медицине, искусственном интеллекте, социологии и прочем. После столкновения с руководством был уволен. Неудача очень ранила его. Пользуясь временным затишьем, поступил на Высшие курсы сценаристов при INA. Вербер уже подумывал забросить «Муравьёв», но неожиданно состоялось знакомство с его будущим издателем, который заинтересовался рукописью, но попросил её сократить с 1463 страниц до 350. На написание «Муравьёв» Вербер потратил 12 лет, но, по его словам, эти годы ушли на обучение ремеслу более тонкому, состоящему из изобретения персонажей и ситуаций, выискиванию оригинальных мизансцен и режиссуре драматического напряжения.

### Первая публикация
В 1991 году был опубликован его первый роман «Муравьи». Вопреки ожиданиям автора, книга не привлекла к себе особенного внимания. Критики не оценили задумок Вербера. В 1992 году неожиданно вышло в свет продолжение «Муравьёв» — роман «День муравья». Вербер продолжал пытаться достучаться до критиков, излагая свои идеи устами и поступками муравьёв. Критики оставались непоколебимы, в то время как романы Вербера привлекали к себе всё больше интереса читателей. «День муравья» получил приз читательниц Elle.
В то же время Вербер начал писать короткие новеллы (навеянные творчеством Фредерика Брауна). Сборник этих новелл был опубликован в 2002 году под названием «Древо возможного».

### Начало активной писательской деятельности
В 1993 году появилась публикация «Энциклопедии знания относительного и абсолютного», написанная на основе странных и интересных сведений, которые Вербер собирал в возрасте от 13 до 19 лет. Тогда же Вербер совершил путешествие в Южную Корею, в которую влюбился с первого взгляда. В Южной Корее «Муравьёв» преподносят[кто?] как книгу поэтическую, что сильно отличается от стран Западной Европы, где её выставляют[кто?] как принадлежащую жанру «фантастики».
В 1994 году Вербер опубликовал роман «Танатонавты», в котором попытался показать, что умеет писать не только о муравьях. Тема — завоевание Рая новыми авантюристами-исследователями, о смерти и потустороннем мире. Публикация очередного романа снова не завоевала внимания критиков, и писатель погрузился в депрессию. Пытался забыться в рисовании. В 1995 году, осознавая отсутствие другого способа донесения своих идей, он написал «Революцию муравьев», роман, завершающий трилогию о муравьях.
В 1997 году вышел роман «Книга путешествий», для создания которой Вербер изучал процесс психоанализа и самогипноза. Эта книга обращается к читателю, и по замыслу автора, она должна функционировать словно зеркало, в котором каждый человек способен видеть свои собственные воспоминания, вкусы, страхи, надежды и истоки.

### Жанр детектива у Вербера
В 1998 году вышла из печати книга «Отцы наших отцов» в жанре детектива, в которой впервые появляются два главных персонажа, которых позднее Вербер использовал в романе 2001 года «Последний секрет». Это Исидор Катценберг — толстый журналист-науковед, изобретательный и тонко чувствующий персонаж, обитающий в здании водокачки в предместье Парижа, и Лукреция Немрод — юная и миниатюрная журналистка, полная жизненной энергии, сирота и бывшая воровка, жестокосердная, без лишних раздумий бросающаяся в дело.
Весь 1999 год Вербер посвящает попыткам экранизации своих произведений.
В 2000 году была опубликована «Империя ангелов», ставшая продолжением «Танатонавтов».

### Творчество Вербера с 2002 по 2021
К 2002 году книги Бернара Вербера уже не один раз занимали верхнее место в списке бестселлеров.
В 2004 году вышла первая книга одноимённой трилогии — «Мы, боги» о дальнейших приключениях Мишеля Пэнсона, главного героя книг «Танатонавты» и «Империя ангелов». В 2005 году вышла вторая книга трилогии — «Дыхание богов». Осенью 2006 года Бернар Вербер в рамках Московской международной книжной выставки-ярмарки посетил Москву. В 2007 году вышла третья книга — «Тайна богов», открывшая занавес тайны и ответ на поставленный в первом романе «Мы, боги» вопрос «Что такое быть богом?»
2008 год начался с выхода в свет романа «Звёздная бабочка». В том же году роман «Тайна богов» вышел в переводе на русский язык.
В 2021 издательство Albin Michel выпустило научно-фантастический роман «Пророчество пчел» (фр. La Prophétie des abeilles).

## Фильмы по произведениям Вербера
В 2003 году был снят короткометражный фильм «Наши друзья Человеки», продюсером которого выступила Стефани Крауш. Кстати, Бернар Вербер выступил сценаристом четырёх фильмов — «Tueurs de petits poissons (1998)», «La reine de nacre (2000)», «Nos amis les humains (2003)», «Nos amis les Terriens (2006)», в трех последних он выступает и в качестве режиссёра, а также снимался в двух фильмах — «Исчезающий лев (2003)» и «Железнодорожный роман (2007)».

## Список произведений
- Энциклопедия относительного и абсолютного знания / фр. L’Encyclopedie Du Savoir Relatif Et Absolu, англ. The Encyclopedia of Relative and Absolute Knowledge (1993)
- Новая Энциклопедия относительного и абсолютного знания (собрание интересных фактов, от кулинарных рецептов до квантовой физики) / фр. Nouvelle encyclopedie du savoir relatif et absolu (2010)

#### Трилогия «Муравьи»
- Муравьи / фр. Les Fourmis (март 1991)
- День муравья / фр. Le Jour Des Fourmis (1992)
- Революция муравьёв / фр. La Révolution Des Fourmis (1995)

#### Дилогия «Танатонавты»
- Танатонавты / фр. Les Thanatonautes (1994)
- Империя ангелов / фр. L’Empire des anges (2000)

#### Тетралогия «Мы, боги»
- Мы, боги / фр. Nous les dieux (сентябрь 2004)
- Школа молодых богов / фр. L'École des jeunes dieux (2002)
- Дыхание богов / фр. Le Souffle des dieux (2005)
- Тайна богов / фр. Le Mystère des dieux (2007)

#### Трилогия «Отцы наших отцов»
- Отец наших отцов / фр. Le Père De Nos Pères (1998)
- Последний секрет / фр. L’Ultime Secret (2001)
- Смех циклопа / фр. Le Rire du Cyclope (2010)

#### Трилогия «Третье человечество»
- Третье человечество / фр. Troisième Humanité (2012)
- Микро люди / фр. Les Micro Humains (2013)
- Голос земли / фр. La Voix de la Terre (2014)

#### Трилогия «Кошки правят миром»
- «Завтрашний день кошки» / фр. Demain les chats (2016)
- Ее величество кошка / фр. Sa majeste des chats (2020)
- Планета кошек / фр. La Planete des Chats (2022)

#### Отдельные издания
- «Книга путешествия» / фр. Le Livre Du Voyage (1997)
- «Древо возможного и другие истории» / фр. L'Arbre des possibles (2002)
- «Наши друзья Человеки» / фр. Nos Amis Les Humains (2003)
- «Звёздная бабочка» / фр. Le Papillon Des Etoiles (2006)
- «Рай на заказ» / фр. Paradis sur Mesures (2008)
- «Зеркало Кассандры» / фр. Le Miroir de Cassandre (2009)
- «Добро пожаловать в Рай» / фр. Bienvenue au Paradis (2014)
- «Шестой сон» / фр. Le Sixieme Sommeil (2015)
- «С того света» / фр. Depuis l’au-delà (2017)
- «Ход королевой» / фр. La Diagonale des Reines (2022)
- «Время химер» / фр. Le Temps des Chimères (2023)

#### Дилогия «Ящик Пандоры»
- «Ящик Пандоры» (фр. La Boite De Pandore, 2019)
- «Пророчество о пчёлах» (фр. La prophetie des abeilles, 2021)